# Пол Б. Пресіадо
Пол Б. Пресіадо (нар. 11 вересня 1970 року, Беатріс Пресіадо), — письменник, філософ і куратор, чия робота зосереджена на прикладних і теоретичних темах, пов'язаних із ідентичністю, гендером, порнографією, архітектурою та сексуальністю. Спочатку відомий як лесбійська письменниця, у 2010 році Пресіадо розпочав процес «повільного переходу», де він почав приймати тестостерон для медичного переходу. З цього моменту він публічно вважав себе трансгендером, а також феміністом.

## Кар'єра
Пресіадо приїхав до Нової школи в Нью-Йорку з Іспанії за стипендією Фулбрайта, щоб отримати ступінь магістра з філософії. Наставниками Пресіадо стали Жак Дерріда та Аґнес Геллер . Незважаючи на невелику перерву навесні першого року навчання, Пресіадо підтримував тісні стосунки з багатьма професорами. Зокрема, у 1999 році Дерріда, один із професорів Пресіадо, запросив його викладати семінар у Парижі про прощення та дар під час трансформації. Після переходу до професійної кар'єри Пресіадо та його новий партнер Альберто Перес почали проводити форуми з розширення можливостей у бідних громадах. Пізніше він повернувся до Сполучених Штатів, щоб захистити докторську дисертацію з філософії та теорії архітектури в Прінстонському університеті, написавши у 2010 році дисертацію під назвою «Порнотопія: архітектура та сексуальність у Playboy під час холодної війни», яка у формі книги згодом отримала премію Сад у Франції.
Пресіадо була професором політичної історії тіла, гендерної теорії та історії перформансу в Університеті Paris VIII і була директором Програми незалежних досліджень (PEI) Музею сучасного мистецтва Барселони (MACBA). Він був куратором публічних програм documenta 14, Кассель та Афіни.
З січня 2013 року Пресіадо регулярно пише на веб-сайті французької газети Libération Liberation.fr, у колонці, присвяченій статі, сексуальності, любові та біопотужності як регулярним темам.
У 2023 році він зняв документальний фільм «Орландо, моя політична біографія». Фільм було показано на 73-му Берлінському міжнародному кінофестивалі в секції «Зустріч» 18 лютого 2023 року, де він був нагороджений спеціальним призом журі. У своєму оголошенні журі назвало фільм «викривальним, зворушливим і жвавим». Фільм отримав спеціальну згадку в номінації «Найкращий документальний фільм» фестивалю, а також нагороду «Тедді» як найкращий документальний фільм. 22 червня 2023 на фестивалі Sunny Bunny в Києві відбулась українська прем'єра фільму.

## Особисте життя
Спочатку відомий як письменниця та ідентифікований як лесбійка, Пресіадо оголосив у 2014 році, що він переходить, а в січні 2015 року змінив своє ім'я на Пол. Пресіадо зустрічався з французькою сценаристкою і режисеркою Віржині Депант з 2005 по 2014 рік.

## Тестовий наркоман(2008)
У 2008 році в Іспанії (як Testo yonqui) та Франції була опублікована книга Testo Junkie: Sex, Drugs, and Biopolitics in the Pharmacopornographic Era, що розповідає про досвід Пресіадо щодо самостійного введення тестостерону. У 2013 році твір було перекладено англійською мовою.
Пресіадо розпочианає книгу передмовою у якій зазначає, що «Ця книга не є мемуарами», а «есе про тіло» (англ. body-essay). Пресіадо розглядає актуальний фармацевтичний препарат Testogel як данину шани французькому письменнику Гійому Дюстану, близькому другу-гею, який заразився ВІЛ і помер від випадкового передозування ліками, які приймав. Пресіадо досліджує політизацію тіла за допомогою того, що він називає «фармакопорнографічним капіталізмом».
Пресіадо описав акт приймання тестостерону як політичний і продуктивний, щоб скасувати уявлення про стать, закодовані у власному тілі системою сексуальності та контрацепції.
У своїй роботі Пресіадо описує та аналізує зміни, спровоковані тестостероном, з точки зору стосунків із Віржині Деспентес (у книзі вона згадується як «ВД»). Testo Junkie також має справу з політичним аспектом інших препаратів, які трансформують тіло, таких як протизаплідні препарати, віагра, препарати, що використовуються як допінг, прозак та естроген.
Згідно з Preciado, всі статеві тіла стають «зрозумілими» відповідно до загальної «фармакопорнографічної технології». Немає такого поняття, як гендер без технологій. Технологія розуміється в широкому сенсі, від технологій письма до біохімічних і зображень.

## Чи може монстр говорити?
17 листопада 2019 року Пресіадо виступив із промовою перед École de la Cause Freudienne (Школою фрейдистської справи) — товариством лаканівських психоаналітиків — у якій він описав своє життя трансгендерної людини та кинув виклик заповідям психоаналізу. Він встиг прочитати лише чверть своєї підготовленої промови, перш ніж його освистали зі сцени. Повний текст промови згодом було видано невеликою книжкою.
У повному тексті промови Пресіадо вважав себе об'єктом медичного погляду аудиторії, уподібнюючи себе до Червоного Петра — героя оповідання Франца Кафки «Доповідь в академію», який почав життя як мавпа, навчився людської мови та розповідає про себе на науковій конференції — і про чудовисько Франкенштейна. Пресіадо стверджував, що практика та концепції психоаналізу (і його патологізація трансгендерних людей) не ґрунтуються на науковій об'єктивності, а натомість відображають гетеронормативний світогляд білих чоловіків, які заснували та практикують цю дисципліну. У другій половині тексту Пресіадо зробив три спостереження. Він стверджував, що бінарне бачення статі та гендеру (чоловіків і жінок), яке інформує психоаналіз, не є внутрішньою властивістю реальності, а є просто поточним історичним поглядом, якому передували попередні парадигми. Пресіадо цитував Гіппократа, Галена та Везалія, щоб довести існування попередньої «одностатевої» моделі людства, в якій чоловіки та жінки існували в континуумі, причому кожен був просто вищим і нижчим екземплярами організмів одного виду. По-друге, Пресіадо зауважив, що психологія та медицина винаходили лексику протягом двадцятого століття (наприклад, транссексуал, інтерсексуал), щоб описати винятки з поняття гендерної бінарності, а також патологізувати їх, зберігаючи парадигматичні рамки дисциплін. По-третє, Пресіадо передбачив зростання проблематизації гендеру протягом двадцять першого століття і тому закликав суспільство переглянути свої психоаналітичні передумови.

## Публікації
- Pornotopia: an essay on Playboy's architecture and biopolitics. New York, Zone Books. 2014. OCLC 883391264[20].
- Testo Junkie: sex, drugs, and biopolitics in the pharmacopornographic era[en]. The Feminist Press at the City University of New York. 2013[21].
- «The pharmaco-pornographic regime: sex, gender, and subjectivity in the age of punk capitalism» in Stryker, Susan, and Aren Z. Aizura. The Transgender Studies Reader 2. 2013. OCLC 824120014OCLC 824120014
- Manifiesto contrasexual (Countersexual Manifesto). 2002. — Inspired by the thesis of Michel Foucault[22]. OCLC 745998182OCLC 745998182
- An Apartment on Uranus. London, United Kingdom: Fitzcarraldo Editions[en]; Los Angeles, CA: Semiotext(e)[en]. 2020.Tr. Charlotte Mandel[23].

## Мистецтво та кураторство
- La International Cuir. Museo Nacional Centro de Arte Reina Sofía, Madrid, Spain.
- PRO-CHOICE at Fri Art. Fribourg, Switzerland. Curated by Petunia, by invitation of Corinne Charpentier[24].
- La Pasión Según Carol Rama at the Museu d'Art Contemporani de Barcelona[25].